# 熊本県道55号山鹿植木線
熊本県道55号山鹿植木線（くまもとけんどう55ごう やまがうえきせん）は、熊本県山鹿市から熊本市北区に至る県道（主要地方道）である。

## 概要
玉名郡玉東町を経由するが、玉東町内の区間は500 m程度である。

### 路線データ
- 起点：熊本県山鹿市南島（南島交差点、国道3号交点）
- 終点：熊本県熊本市北区植木町鈴麦（国道208号交点）

## 歴史
- 1960年（昭和35年） - 鈴麦山鹿線として路線認定（一般県道）。当時の整理番号は55。
- その後、1972年（昭和47年）ごろまでに整理番号が120に変更される。
- 1993年（平成5年）5月11日 - 建設省から、県道鈴麦山鹿線が山鹿植木線として主要地方道に指定される[1]。
- 1994年（平成6年） - 上記告示に基づき路線認定告示の内容変更が行われ、整理番号が55、路線名が山鹿植木線となる。

## 地理

### 通過する自治体
- 山鹿市
- 玉名郡玉東町
- 山鹿市
- 熊本市（北区）

### 交差する道路
| 交差する道路                      | 市町村名 | 市町村名 | 交差する場所 | 交差する場所      |
| --------------------------------- | -------- | -------- | ------------ | ----------------- |
| 国道3号                           | 山鹿市   | 山鹿市   | 南島         | 南島交差点 / 起点 |
| 福岡県道・熊本県道3号大牟田植木線 | 山鹿市   | 山鹿市   | 鹿央町北谷   | 鹿央町北谷交差点  |
| 国道208号                         | 熊本市   | 北区     | 植木町鈴麦   | 終点              |

### 沿線
- 山鹿市立米野岳中学校
- 山鹿市役所 鹿央総合支所